# Benito Juárez (dzielnica)
Benito Juárez (B. Juárez) - jedna z szesnastu dzielnic Dystryktu Federalnego (miasta Meksyk). Położona w środkowej części Dystryktu Federalnego.